# Leptodactylodon albiventris
Leptodactylodon albiventris är en groddjursart som först beskrevs av George Albert Boulenger 1905.  Leptodactylodon albiventris ingår i släktet Leptodactylodon och familjen Arthroleptidae. IUCN kategoriserar arten globalt som sårbar. Inga underarter finns listade i Catalogue of Life.